# Bayswater (Queens)
Pour les articles homonymes, voir Bayswater.
Bayswater est un quartier de New York situé dans l’arrondissement du Queens.